# Weltervikt i fristil i brottning vid olympiska sommarspelen 1984
Herrarnas brottningsturnering i fristil i viktklassen weltervikt vid olympiska sommarspelen 1984 avgjordes i Anaheim Convention Center i Anaheim. 

## Medaljörer
| Klass      | Guld                | Silver                      | Brons                     |
| Weltervikt | David Schultz · USA | Martin Knosp · Västtyskland | Šaban Sejdi · Jugoslavien |

## Resultat
- TO — Vinst genom fall
- SP — Vinst genom överlägsenhet, 12-14 poängs skillnad, förloraren med poäng
- SO — Vinst genom överlägsenhet, 12-14 poängs skillnad, förloraren utan poäng
- ST — Vinst genom teknisk överlägsenhet, 15 poäng skillnad
- PP — Vinst genom poäng, förloraren med tekniska poäng
- PO — Vinst genom poäng, förloraren utan tekniska poäng
- PA — Vinst genom att motståndaren skadas
- DQ — Vinst genom förverkande
- D2 — Båda brottarna diskvalificerade på grund av passivitet  (0-0 poäng)
- DNA — Dök inte upp
- L — Förluster
- ER — Elimineringsrunda
- CP — Klassificeringspoäng
- TP — Tekniska poäng

- PA — Vinst genom att motståndaren skadats

### Elimineringsrunda

#### Pool A
| L              |                         | CP        | TP       |                         | L        |          |
| Omgång 1       | Omgång 1                | Omgång 1  | Omgång 1 | Omgång 1                | Omgång 1 | Omgång 1 |
| -------------- | ----------------------- | --------- | -------- | ----------------------- | -------- | -------- |
| 0              | Mohamed Hamad (EGY)     | 1-3 PP    | 5-8      | Romelio Salas (COL)     | 1        |          |
| 1              | Pekka Rauhala (FIN)     | .5-3.5 SP | 1-9      | Dave Schultz (USA)      | 0        |          |
| 1              | Zane Coleman (NZL)      | 0-4 TF    | 5:03     | Šaban Sejdi (YUG)       | 0        |          |
| 1              | Ignacio Ordóñez (ESP)   | 0-4 ST    | 0-14     | Selahattin Sağan (TUR)  | 0        |          |
| 0              | Ali Hussain Faris (IRQ) | 4-0 TF    | 1:05     | Muhammad Gul (PAK)      | 1        |          |
| 0              | Han Myung-Woo (KOR)     |           |          | Bye                     |          |          |
| Omgång 2       |                         |           |          |                         |          |          |
| 0              | Han Myung-Woo (KOR)     | 4-0 TF    | 2:00     | Mohamed Hamad (EGY)     | 2        |          |
| 1              | Romelio Salas (COL)     | 0-4 TF    | 2:50     | Pekka Rauhala (FIN)     | 1        |          |
| 0              | Dave Schultz (USA)      | 4-0 ST    | 12-0     | Zane Coleman (NZL)      | 2        |          |
| 0              | Šaban Sejdi (YUG)       | 4-0 ST    | 12-0     | Ignacio Ordóñez (ESP)   | 2        |          |
| 0              | Selahattin Sağan (TUR)  | 3.5-.5 SP | 9-1      | Ali Hussain Faris (IRQ) | 1        |          |
| 1              | Muhammad Gul (PAK)      |           |          | Bye                     |          |          |
| Omgång 3       |                         |           |          |                         |          |          |
| 2              | Muhammad Gul (PAK)      | 0-4 TF    | 0:33     | Han Myung-Woo (KOR)     | 0        |          |
| 2              | Romelio Salas (COL)     | 0-4 ST    | 0-12     | Dave Schultz (USA)      | 0        |          |
| 1              | Pekka Rauhala (FIN)     | 3-1 PP    | 9-5      | Selahattin Sağan (TUR)  | 1        |          |
| 0              | Šaban Sejdi (YUG)       | 4-0 ST    | 13-1     | Ali Hussain Faris (IRQ) | 2        |          |
| Omgång 4       |                         |           |          |                         |          |          |
| 1              | Han Myung-Woo (KOR)     | 1-3 PP    | 5-6      | Pekka Rauhala (FIN)     | 1        |          |
| 0              | Dave Schultz (USA)      | 4-0 TF    | 1:46     | Šaban Sejdi (YUG)       | 1        |          |
| 1              | Selahattin Sağan (TUR)  |           |          | Bye                     |          |          |
| Omgång 5       |                         |           |          |                         |          |          |
| 2              | Selahattin Sağan (TUR)  | 0-3 PO    | 0-6      | Han Myung-Woo (KOR)     | 1        |          |
| 2              | Pekka Rauhala (FIN)     | 1-3 PP    | 7-10     | Šaban Sejdi (YUG)       | 1        |          |
| 0              | Dave Schultz (USA)      |           |          | Bye                     |          |          |
| Sista omgången |                         |           |          |                         |          |          |
|                | Dave Schultz (USA)      | 4-0 TF    | 1:46     | Šaban Sejdi (YUG)       |          |          |
|                | Han Myung-Woo (KOR)     | 0-3 PO    | 0-5      | Dave Schultz (USA)      |          |          |
|                | Šaban Sejdi (YUG)       | 3.5-0 SO  | 8-0      | Han Myung-Woo (KOR)     |          |          |

| Brottare                | L | ER | CP   | Sista |
| ----------------------- | - | -- | ---- | ----- |
| Dave Schultz (USA)      | 0 | -  | 15.5 | 7     |
| Šaban Sejdi (YUG)       | 1 | -  | 15   | 3.5   |
| Han Myung-Woo (KOR)     | 1 | -  | 12   | 0     |
| Pekka Rauhala (FIN)     | 2 | 5  | 11.5 |       |
| Selahattin Sağan (TUR)  | 2 | 5  | 8.5  |       |
| Ali Hussain Faris (IRQ) | 2 | 3  | 4.5  |       |
| Romelio Salas (COL)     | 2 | 3  | 3    |       |
| Muhammad Gul (PAK)      | 2 | 3  | 0    |       |
| Mohamed Hamad (EGY)     | 2 | 2  | 1    |       |
| Ignacio Ordóñez (ESP)   | 2 | 2  | 0    |       |
| Zane Coleman (NZL)      | 2 | 2  | 0    |       |

#### Pool B
| L        |                          | CP        | TP       |                          | L        |          |
| Omgång 1 | Omgång 1                 | Omgång 1  | Omgång 1 | Omgång 1                 | Omgång 1 | Omgång 1 |
| -------- | ------------------------ | --------- | -------- | ------------------------ | -------- | -------- |
| 0        | Marc Mongeon (CAN)       | 4-0 TF    | 4:30     | Fitzlloyd Walker (GBR)   | 1        |          |
| 1        | Naomi Higuchi (JPN)      | 1-3 PP    | 2-5      | Rajinder Singh (IND)     | 0        |          |
| 1        | Mohamed Zayar (SYR)      | 0-3 P1    | 3:14     | Houkreo Bambe (CMR)      | 0        |          |
| 1        | Oscar Strático (ARG)     | .5-3.5 SP | 5-15     | Seidu Olawale (NGR)      | 0        |          |
| 0        | Martin Knosp (FRG)       | 4-0 TF    | 1:49     | Kyriakos Bogiatzis (GRE) | 1        |          |
| 0        | Craig Green (AUS)        |           |          | Bye                      |          |          |
| Omgång 2 |                          |           |          |                          |          |          |
| 1        | Craig Green (AUS)        | 1-3 PP    | 2-6      | Marc Mongeon (CAN)       | 0        |          |
| 2        | Fitzlloyd Walker (GBR)   | 1-3 PP    | 4-7      | Naomi Higuchi (JPN)      | 1        |          |
| 0        | Rajinder Singh (IND)     | 3-1 PP    | 4-3      | Mohamed Zayar (SYR)      | 2        |          |
| 0        | Houkreo Bambe (CMR)      | 3.5-0 PS  | 1:58     | Oscar Strático (ARG)     | 2        |          |
| 1        | Seidu Olawale (NGR)      | 0-4 TF    | 2:20     | Martin Knosp (FRG)       | 0        |          |
| 1        | Kyriakos Bogiatzis (GRE) |           |          | Bye                      |          |          |
| Omgång 3 |                          |           |          |                          |          |          |
| 1        | Kyriakos Bogiatzis (GRE) | 3-1 PP    | 4-2      | Craig Green (AUS)        | 2        |          |
| 1        | Marc Mongeon (CAN)       | .5-3.5 SP | 3-11     | Naomi Higuchi (JPN)      | 1        |          |
| 0        | Rajinder Singh (IND)     | 3-1 PP    | 6-2      | Seidu Olawale (NGR)      | 2        |          |
| 1        | Houkreo Bambe (CMR)      | 0-4 TF    | 1:08     | Martin Knosp (FRG)       | 0        |          |
| Omgång 4 |                          |           |          |                          |          |          |
| 2        | Kyriakos Bogiatzis (GRE) | 0-4 ST    | 0-12     | Marc Mongeon (CAN)       | 1        |          |
| 1        | Naomi Higuchi (JPN)      | 4-0 TF    | 1:21     | Houkreo Bambe (CMR)      | 2        |          |
| 1        | Rajinder Singh (IND)     | 0-4 TF    | 1:31     | Martin Knosp (FRG)       | 0        |          |
| Omgång 5 |                          |           |          |                          |          |          |
| 2        | Marc Mongeon (CAN)       | 0-3.5 SO  | 0-9      | Rajinder Singh (IND)     | 1        |          |
| 2        | Naomi Higuchi (JPN)      | 0-4 TF    | 1:20     | Martin Knosp (FRG)       | 0        |          |

| Brottare                 | L | ER | CP   |
| ------------------------ | - | -- | ---- |
| Martin Knosp (FRG)       | 0 | -  | 20   |
| Rajinder Singh (IND)     | 1 | -  | 12.5 |
| Naomi Higuchi (JPN)      | 2 | 5  | 11.5 |
| Marc Mongeon (CAN)       | 2 | 5  | 11.5 |
| Houkreo Bambe (CMR)      | 2 | 4  | 6.5  |
| Kyriakos Bogiatzis (GRE) | 2 | 4  | 3    |
| Seidu Olawale (NGR)      | 2 | 3  | 4.5  |
| Craig Green (AUS)        | 2 | 3  | 2    |
| Fitzlloyd Walker (GBR)   | 2 | 2  | 1    |
| Mohamed Zayar (SYR)      | 2 | 2  | 1    |
| Oscar Strático (ARG)     | 2 | 2  | 0.5  |

### Slutkamper
|                     | CP        | TP        |                      |           |
| 5:e plats           | 5:e plats | 5:e plats | 5:e plats            | 5:e plats |
| ------------------- | --------- | --------- | -------------------- | --------- |
| Han Myung-Woo (KOR) | 1-3 PP    | 3-7       | Naomi Higuchi (JPN)  |           |
| Bronsmatch          |           |           |                      |           |
| Šaban Sejdi (YUG)   | 3-1 PP    | 5-1       | Rajinder Singh (IND) |           |
| Final               |           |           |                      |           |
| Dave Schultz (USA)  | 3-1 PP    | 4-1       | Martin Knosp (FRG)   |           |